# Volkan Kahraman
Volkan Kahraman (Vienna, 10 ottobre 1979 – Vienna, 8 febbraio 2023) è stato un calciatore austriaco di origini turche.

## Biografia
Kahraman fece il suo debutto professionale con la squadra di Eredivisie del Feyenoord nel novembre 1997 contro il De Graafschap. Segnò 11 gol in 58 partite.
Giocò tre volte per la nazionale austriaca nel 2002.
L'8 febbraio 2023 Kahraman fu ucciso a colpi di arma da fuoco da un suo amico durante una lite scoppiata tra i due per strada a Vienna: l'ex calciatore aveva 43 anni. L'assassino si tolse quindi la vita.

## Statistiche

### Cronologia presenze e reti in nazionale
| Cronologia completa delle presenze e delle reti in nazionale ― Austria | Cronologia completa delle presenze e delle reti in nazionale ― Austria | Cronologia completa delle presenze e delle reti in nazionale ― Austria | Cronologia completa delle presenze e delle reti in nazionale ― Austria | Cronologia completa delle presenze e delle reti in nazionale ― Austria | Cronologia completa delle presenze e delle reti in nazionale ― Austria | Cronologia completa delle presenze e delle reti in nazionale ― Austria | Cronologia completa delle presenze e delle reti in nazionale ― Austria |
| Data                                                                   | Città                                                                  | In casa                                                                | Risultato                                                              | Ospiti                                                                 | Competizione                                                           | Reti                                                                   | Note                                                                   |
| ---------------------------------------------------------------------- | ---------------------------------------------------------------------- | ---------------------------------------------------------------------- | ---------------------------------------------------------------------- | ---------------------------------------------------------------------- | ---------------------------------------------------------------------- | ---------------------------------------------------------------------- | ---------------------------------------------------------------------- |
| 21-8-2002                                                              | Basilea                                                                | Svizzera                                                               | 3 – 2                                                                  | Austria                                                                | Amichevole                                                             | -                                                                      | 73’                                                                    |
| 12-10-2002                                                             | Minsk                                                                  | Bielorussia                                                            | 0 – 2                                                                  | Austria                                                                | Qual. Euro 2004                                                        | -                                                                      | 82’                                                                    |
| 20-11-2002                                                             | Vienna                                                                 | Austria                                                                | 0 – 1                                                                  | Norvegia                                                               | Amichevole                                                             | -                                                                      | 77’                                                                    |
| Totale                                                                 |                                                                        | Presenze                                                               | 3                                                                      |                                                                        | Reti                                                                   | 0                                                                      |                                                                        |